# Nicolo D'Antino
Nicolo D'Antino (Trento, 22 de junio de 1999) es un jugador de balonmano italiano. Juega en la posición de extremo derecho en el Atlético Valladolid y en la selección de balonmano de Italia.
Comenzó jugando de manera profesional en el Pallamano Pressano, donde estuvo hasta 2018, que se unió al Club Balonmano Nava. Con el Club Balonmano Nava ha vivido un ascenso a la Liga ASOBAL en 2019. En 2022, después del descenso a División de Honor Plata tuvo que marcharse debido a la normativa vigente de no seleccionables en dicha categoría.

## Trayectoria
- Pallamano Pressano (2013-2016)
- Pallamano Junior Fasano (2016-2018)
- BM Nava (2018-2022)
- Atlético Valladolid (2022-Act.)